# Andaspis quercicola
Andaspis quercicola är en insektsart som först beskrevs av Borchsenius 1967.  Andaspis quercicola ingår i släktet Andaspis och familjen pansarsköldlöss. Inga underarter finns listade i Catalogue of Life.